# Градињан
Градињан (фр. Gradignan) град је у Француској, у департману Жиронда.
По подацима из 1999. године број становника у месту је био 22.193.

## Демографија
| 1962. | 1968.  | 1975.  | 1982.  | 1990.  | 1999.  | 2011.  |
| ----- | ------ | ------ | ------ | ------ | ------ | ------ |
| 6.803 | 10.402 | 18.691 | 21.441 | 21.727 | 22.193 | 23.355 |

## Партнерски градови
- Пфунгштат
- Фигеира де Фоз